# 関美和
関 美和（せき みわ、1965年2月-）は、日本の翻訳家、ファンドマネージャー。杏林大学外国語学部准教授。

## 経歴
福岡県田川市出身で、実家はチロルチョコで知られる松尾製菓。慶應義塾大学文学部・法学部卒業後、電通・スミス・バーニー（現シティグループ証券）勤務を経て、ハーバード・ビジネス・スクールでMBA取得。モルガン・スタンレー投資銀行を経てクレイ・フィンレイ投資顧問東京支店長等を務めた。
2009年より翻訳を始めて10年間で約50冊を訳した。同じ頃離婚しシングルマザーとなる。『FACTFULNESS(ファクトフルネス)』（日経BP／共訳）『父が娘に語る 美しく、深く、壮大で、とんでもなくわかりやすい経済の話。』（ダイヤモンド社）『ゼロ・トゥ・ワン──君はゼロから何を生み出せるか』（2015年ビジネス書大賞受賞）、WIRED誌元編集長クリス・アンダーソン著『MAKERS──21世紀の産業革命が始まる』等の翻訳を手掛けた。
2021年5月に、同年生まれで同じくハーバード出であるキャシー松井（ゴールドマン・サックス証券元副会長）、村上由美子（経済協力開発機構前東京センター所長）とともに、日本初のESG重視型グローバルベンチャーキャピタルファンドの「エムパワー・パートナーズ・ファンド」を始めた。